# Otus beccarii
Mocho-d'orelhas-de-biak ou mocho-de-orelhas-de-biak (Otus beccarii) é uma espécie de ave estrigiforme pertencente à família Strigidae.